# يان آدمسون
يان آدمسون (بالإنجليزية: Ian Adamson)‏ هو مؤرخ وسياسي بريطاني، ولد في 28 يونيو 1944، وتوفي في 9 يناير 2019. حزبياً، نشط في حزب ألستر الوحدوي. في انتخابات الجمعية التشريعية لأيرلندا الشمالية، 1998 ‏، انتخب عضو الجمعية التشريعية الأولى لأيرلندا الشمالية عن دائرة شرق بلفاست ‏ وقد انضم خلال فترته النيابية ‏ (25 يونيو 1998 – 28 أبريل 2003)  للكتلة البرلمانية حزب ألستر الوحدوي.